# Necolio sugiharai
Necolio sugiharai là một loài tò vò trong họ Ichneumonidae.